# Chiropratica

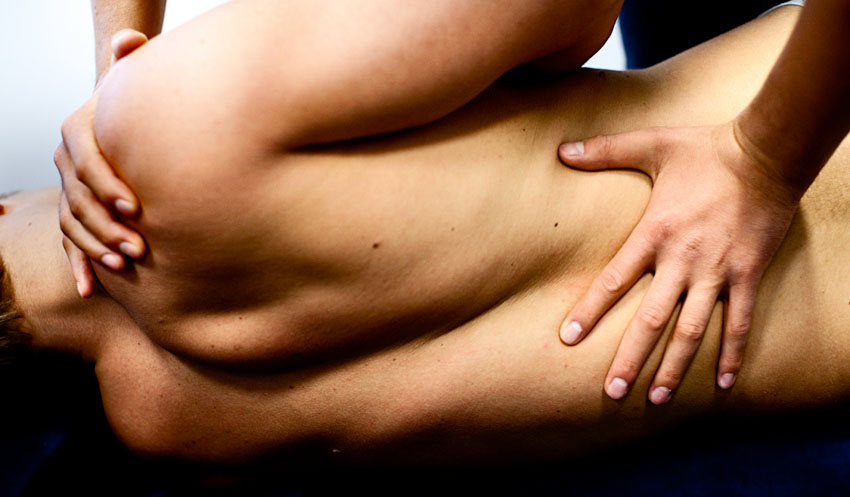
Un chiropratico esegue un intervento di aggiustamento della colonna vertebrale.

La chiropratica (dal greco χείρ, chéir, «mano» e pratica), o chiroterapia, è una pratica di carattere pseudoscientifico e di origine esoterica che dichiara come obiettivo il mantenimento e ristabilimento della salute dell'uomo, passando dalla diagnosi, il trattamento e la prevenzione delle sue deficienze funzionali. Si basa sul presupposto, scientificamente non dimostrato, che il sistema nervoso controlli tutti gli altri sistemi del corpo umano e che le disfunzioni del midollo spinale possano interferire con quella che i chiropratici definiscono l'innata capacità del corpo di guarire da sé ("intelligenza innata"). La chiropratica enfatizza la manipolazione (inclusa la manipolazione spinale) e include un'opera di consulenza sugli "stili di vita".
La chiropratica rientra nell'alveo delle medicine alternative benché tale definizione venga contestata da molti chiropratici.
Una revisione sistematica degli studi condotti sulla chiropratica ha concluso che non c'è alcuna prova che essa sia efficace nella cura di un qualsiasi disturbo fatta salva la sola possibilità che possa essere di una qualche efficacia nel trattamento del dolore alla schiena.

## Definizione
Il termine chiropratica è riferito allo studio, alla diagnosi, alla cura e alla prevenzione dei disturbi muscoloscheletrici e dei loro effetti sullo stato generale di salute degli umani e degli animali vertebrati.

## Storia

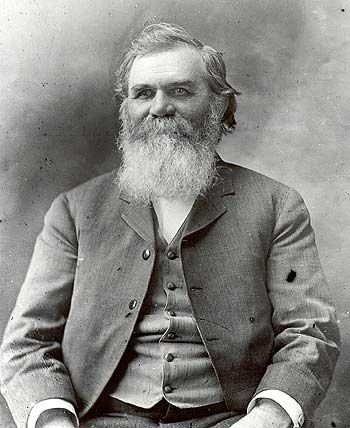
Daniel David Palmer, spiritista e fondatore della chiropratica.

La figura del chiropratico venne creata nel 1895 da Daniel David Palmer: attivo come spiritista, affermò di aver "ricevuto la chiropratica dall'altro mondo" dallo spirito di un medico deceduto chiamato James Atkinson.
Palmer ritenne di avere notato che, togliendo la causa di un'irritazione di un nervo per mezzo di un particolare tipo di manipolazione della colonna vertebrale, alleviò il sintomo della sordità in uno dei suoi pazienti. Il fondatore in seguito definì la chiropratica "Arte, Scienza e Filosofia".
Il figlio Bartlett Joshua Palmer continuò sulle orme del padre sviluppando la chiropratica rispetto alle conoscenze dell'epoca. Fondò la prima scuola di chiropratica vicino a Chicago nel 1902.

## Sintomi e pratica
Sono oltre duecentocinquanta i sintomi, le patologie e le diagnosi che la chiropratica ritiene di propria pertinenza e oltre cento le metodiche utilizzate dai chiropratici a scopo dichiaratamente "terapeutico" o "preventivo" tra le quali una quindicina prevalenti.
La principale diagnosi chiropratica è di sublussazione, ossia di lesione articolare o segmentaria con alterazione dell'allineamento, dell'integrità cinetica e della funzione fisiologica, anche se integro rimane il contatto fra le superfici articolari.
La chiropratica ha elaborato un proprio modello teorico, il complesso della sublussazione, consistente nella rappresentazione delle disfunzioni di un segmento motorio e delle interazioni patologiche dei tessuti nervosi, muscolari, legamentosi, vascolari e connettivi. Ha proposto teorie scientifiche relative, per esempio, all'anatomia dell'articolazione sacro-iliaca, delle faccette articolari vertebrali, del forame intervertebrale e del legamento nucale.

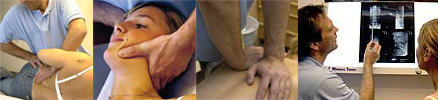
Aggiustamenti spinali: lombare, cervicale e dorsale

L'atto terapeutico prevalente compiuto dai chiropratici è la correzione, detta anche aggiustamento, consistente nell'applicazione coordinata di forze, leve, direzioni, ampiezze e velocità su specifiche articolazioni e sui tessuti adiacenti allo scopo di condizionare la funzionalità articolare e neurofisiologica. La manipolazione vertebrale correttiva, principale terapia chiropratica, implica l'uso delle mani o di strumenti che operano lo spostamento passivo e forzato del segmento motorio o dell'articolazione entro il limite dell'escursione parafisiologica.
Le manipolazioni vertebrali chiropratiche sono generalmente controindicate in caso di ipoplasia del dente dell'epistrofeo, instabilità dell'osso odontoide, frattura acuta, tumore del midollo spinale, osteomielite, discite settica, tubercolosi della colonna, tumore delle meningi, ematoma midollare o intracanalicolare, tumore maligno a carico della colonna, ernia franca del disco con progressivo deficit neurologico, invaginazione basale del rachide cervicale superiore, malformazione di Arnold-Chiari del tratto cervicale superiore, dislocazione di vertebra, cisti ossea aneurismatica, tumore a cellule giganti, osteoblastoma o osteoma osteoide, malattia neoplastica muscolare o dei tessuti molli, siringomielia, idrocefalo, diastematomielia, sindrome della cauda equina, ipermobilità congenita, positività ai segni di Kernig o di Lhermitte, artefatti di fissaggio o di stabilizzazione.
Negli altri casi le manipolazioni e le correzioni chiropratiche sono generalmente sicure.
I pazienti che si sottopongono a trattamenti chiropratici lo fanno in maggioranza perché soffrono di escursioni articolari ridotte o bloccate e di algie neuro-muscolo-scheletriche.
La chiropratica viene anche usata in casi di ridotta funzionalità articolare, cervico-dorso-lombo-sacralgie e algie agli arti.
La chiropratica si occupa anche di disturbi non neuro-muscolo-scheletrici riferiti agli apparati sensoriale, respiratorio, cardiocircolatorio, gastroenterico e genitourinario. Alcuni chiropratici, particolarmente orientati alla prevenzione delle malattie e alla promozione della salute in senso generale, applicano metodiche di cura del benessere psicofisico dei pazienti.

## Regolamentazione della chiropratica
È normata in alcune giurisdizioni nazionali, alcune delle quali hanno creato dei corsi universitari. 

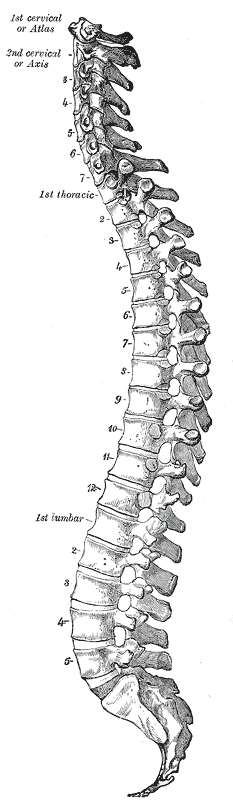
La colonna vertebrale

Nel gennaio 1997 la World Chiropractic Federation ha instaurato relazioni ufficiali con l'Organizzazione mondiale della sanità. Questo ha portato alla compilazione di linee guida sull'educazione e la sicurezza in chiropratica ("WHO guidelines on basic training and safety in Chiropractic").

### In Belgio
Il titolo è regolamentato.

### In Finlandia
Il titolo è regolamentato dal 1994. Il rimborso delle spese chiropratiche è parziale tra sistema sanitario finlandese e assicurazioni private. I chiropratici possono richiedere esami di radiodiagnostica.

### In Francia
L'attività di chiropratico è stata regolata dalla legge del 4 marzo 2002 relativa ai diritti del malato e alla qualità del sistema sanitario (legge Kouchner del marzo 2002, art. 75).
La loro pratica è regolamentata da una legge dal 2011. Anche la formazione è regolamentata: un minimo di 3 520 ore di corsi teorici e pratici è richiesto per poter ottenere il titolo di chiropratico. Da notare che, però, la professione chiropratica è più rigida e impone comunque un minimo di cinque anni accademici a tempo pieno per un totale di almeno 5 000 ore di formazione.

### In Italia
In Italia, la legge 24 dicembre 2007, n. 244 (legge finanziaria 2008), regolamenta l'attività di chiropratico:
Tuttavia, in Italia non esiste alcun percorso di studio riconosciuto né sono stabiliti requisiti per svolgere l'attività di chiropratico. La legge finanziaria del 2008 ha previsto l'istituzione di un albo dei chiropratici senza però specificarne i requisiti di ingresso, né l'area o la modalità di competenza. La norma è rimasta senza conseguenze concrete, dal momento che l'albo da essa previsto non è stato ancora istituito.

### In Norvegia
La professione chiropratica beneficia dello status di professione di tipo medico e i chiropratici sono professionisti sanitari di grado primario, fanno una diagnosi, possono richiedere esami complementari e di radiodiagnostica. Possono anche redigere certificati di malattia di meno di otto settimane.

### Nel Regno Unito
Il titolo di chiropratico è protetto dal The Chiropractic Act del 1994. La formazione è universitaria. I chiropratici possono richiedere direttamente esami di diagnostica per immagini e possedere strumenti radiografici per la realizzazione di radiografie standard.

### In Svezia
Il chiropratico è regolamentato dal 1989. Il chiropratico è un professionista sanitario di grado primario e pone una diagnosi. Il sistema sanitario svedese rimborsa le sedute di chiropratica.

### In Svizzera
Il titolo di chiropratico è regolamentato dal 1974.
Dal 2008 è possibile studiare chiropratica presso l'Università di Zurigo. La formazione ha una durata di otto anni, i primi sei anni vengono svolti all'università assieme agli studenti di medicina con corsi di specializzazione in chiropratica (specialmente negli ultimi due anni) per ottenere il titolo di "Dottore in chiropratica", ulteriori due anni di formazione presso la Swiss Academy of Chiropractic sono necessari per ricevere il titolo federale "Chiropratico specialista" che consente il libero esercizio della professione in Svizzera.
I chiropratici sono riconosciuti come una professione di tipo medico così come medici, dentisti e farmacisti. Come tutte le professioni mediche, in Svizzera i chiropratici sono abilitati a fare diagnosi, a richiedere esami di laboratorio, diagnostica per immagini, possedere strumentazioni di radiodiagnostica. Il sistema sanitario svizzero rimborsa le sedute di chiropratica.

## Efficacia e sicurezza
Uno studio della Peninsula Medical School di Devon, analizzando 26 casi, ha concluso che la manipolazione spinale usata per curare dolore, coliche, asma, allergie o vertigini non ha alcun beneficio effettivo. Nel 2007 una revisione sistematica degli studi condotti sulla chiropratica ha concluso che non c'è alcuna prova che essa sia efficace nella cura di un qualsiasi disturbo fatta salva la sola possibilità che possa essere di una qualche efficacia nel trattamento del dolore alla schiena. Ad ogni modo, come si evidenzia in una revisione sistematica del 2020, la chiropratica rimane inefficace nel trattamento del dolore cronico e dell'emicrania. Infine è necessario ricordare che la letteratura scientifica sull'argomento è scarsa e di bassa qualità. 
In rari casi, la manipolazione spinale può avere serie e gravi complicazioni mediche. Tuttavia la chiropratica è generalmente non pericolosa se attuata in modo appropriato da esperti..
Alcuni casi di incidenti hanno visto necessari interventi chirurgici per liberare il midollo spinale dorsale o il cono terminale del nervo sciatico compressi da un'ernia discale dovuta alla manipolazione. Le associazioni chiropratiche si sono difese affermando che i chiropratici colpevoli non avessero un'adeguata formazione chiropratica.